# Franz Hecker

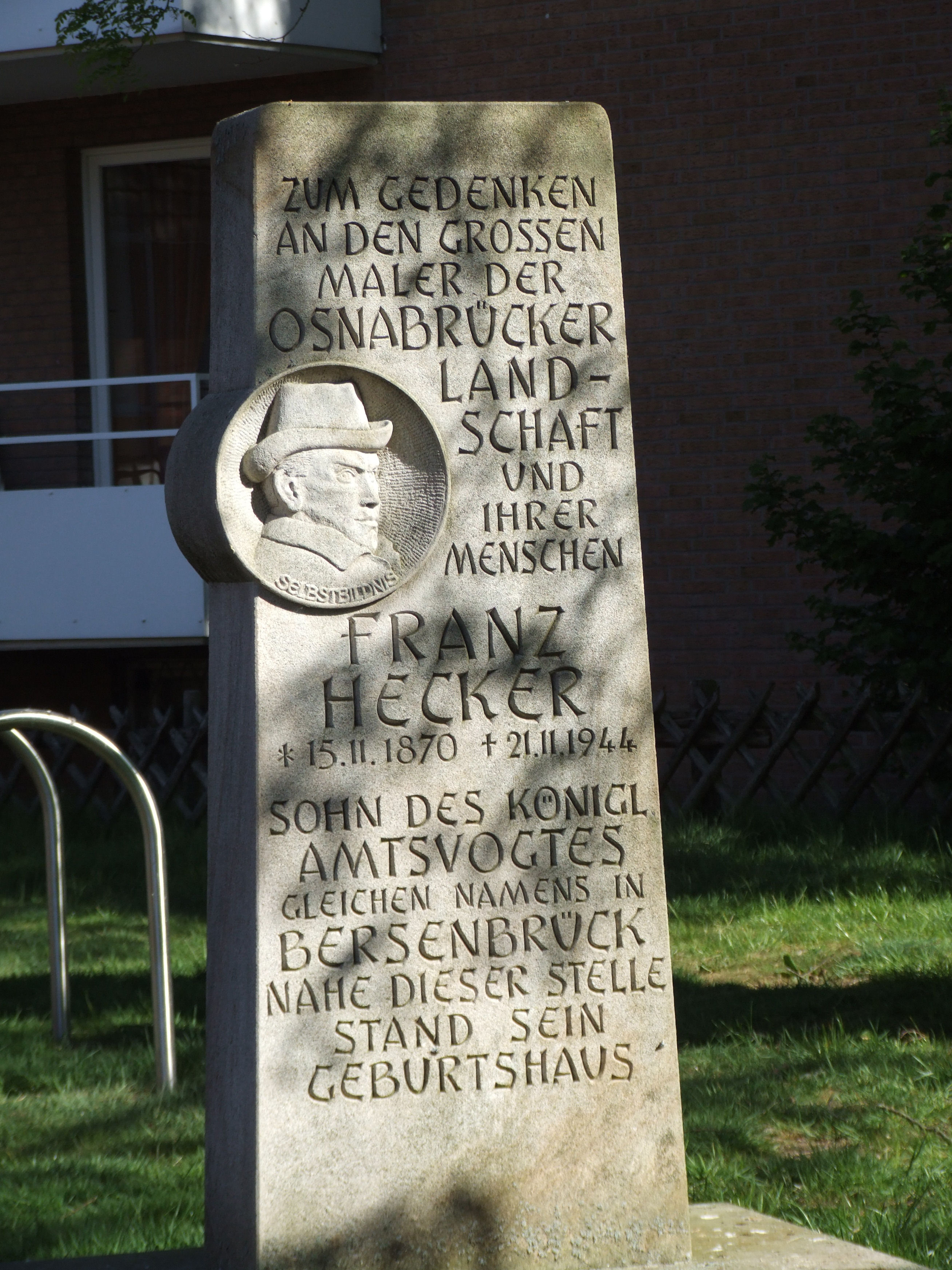
Cippo commemorativo a Bersenbrück

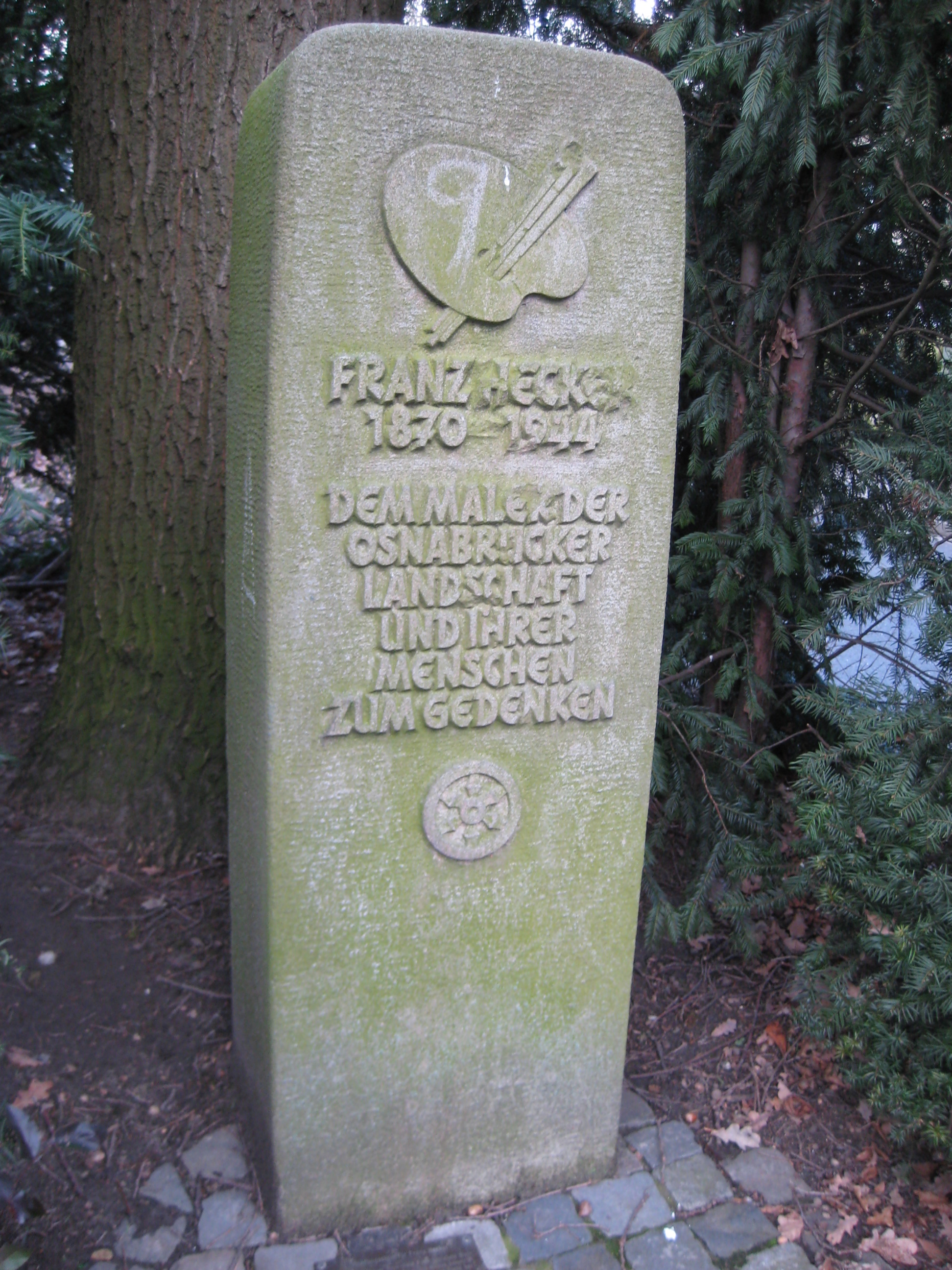
Cippo commemorativo a Osnabrück

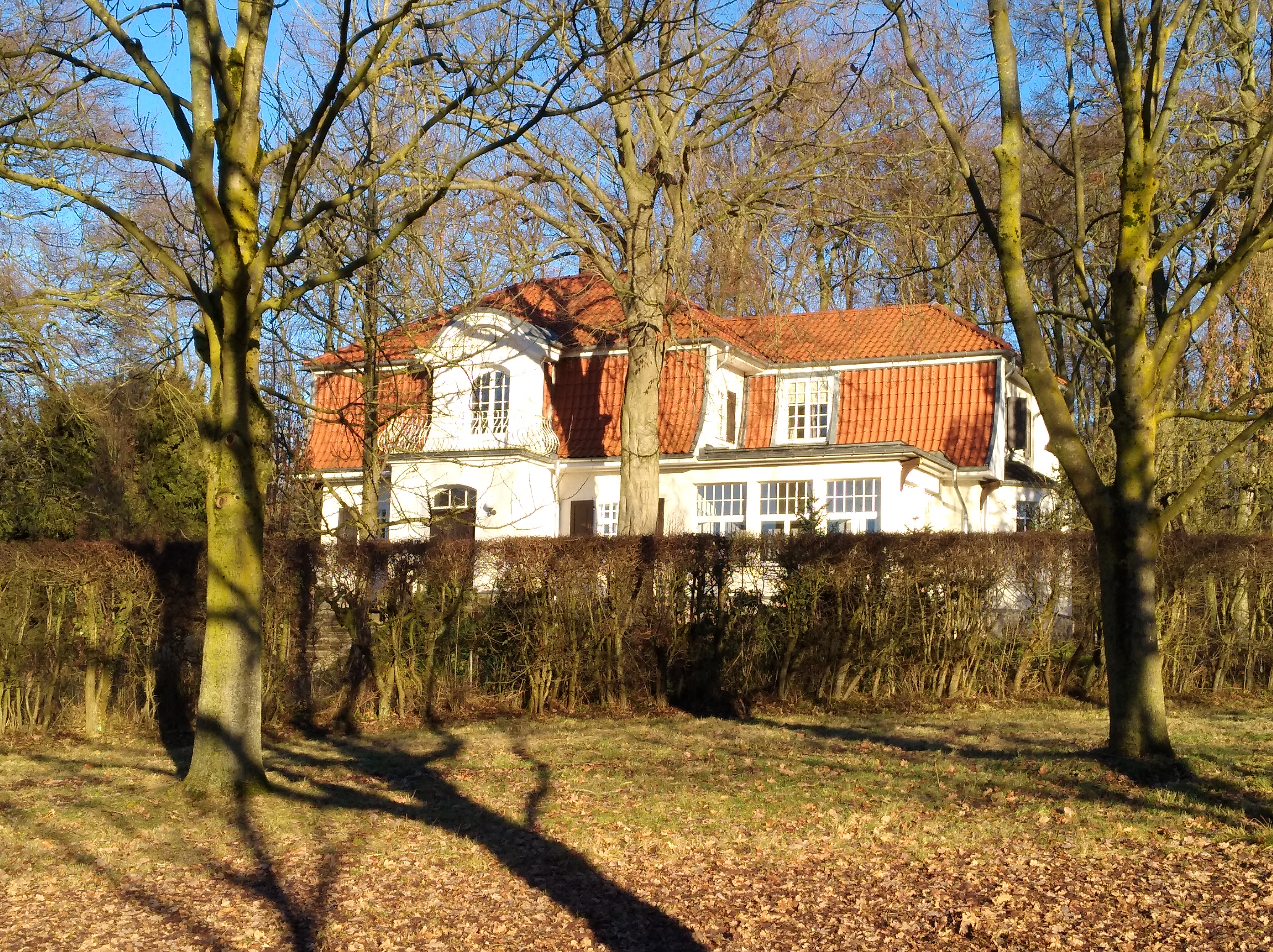
Villa Hecker a Schölerberg

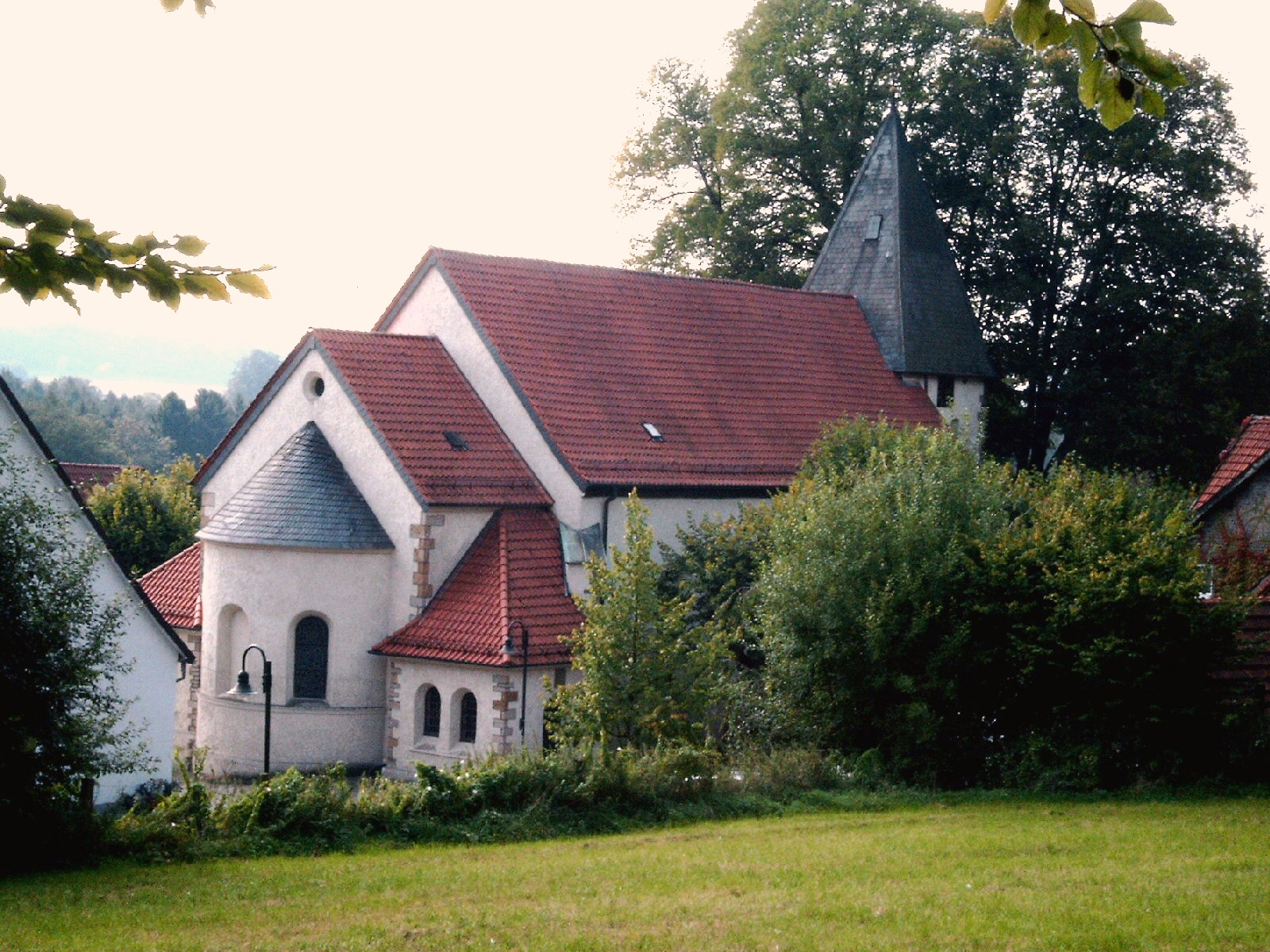
St. Urbankirche, chiesa luterana di Holte a Bissendorf, vicino a Osnabrück – Questa vista è chiamata "vista di Franz Hecker" perché è stata catturata da Hecker in un dipinto..

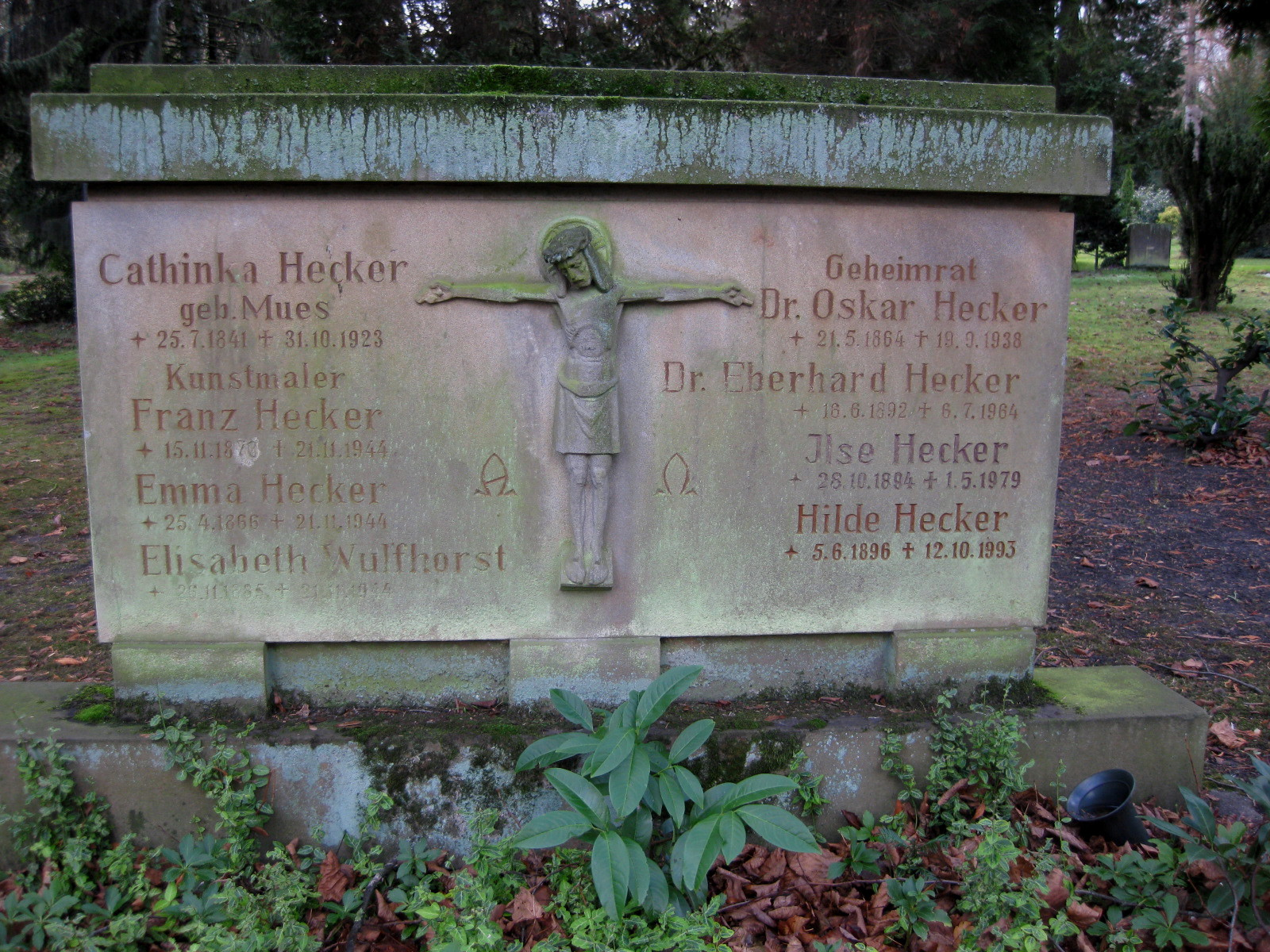
La tomba della famiglia Hecker nel cimitero Johannisfriedhof di Osnabrück

Franz Hecker (Bersenbrück, 15 novembre 1870 – Osnabrück, 21 novembre 1944) è stato un pittore e artista grafico tedesco, vincitore della Medaglia Justus Möser nel 1944.

## Biografia
Franz Hecker nacque come figlio del balivo hannoveriano Franz Hecker (1796-1873) e di sua moglie Catharina Hecker, nata Mues (1841-1923) di Hastrup. Il geofisico Oskar Hecker (1864-1938) era suo fratello. Dopo la morte del padre, la famiglia si trasferì a Osnabrück. Frequentò il Ginnasio Carolinum della città che abbandonò prima di conseguire la maturità. Su richiesta della madre iniziò quindi un apprendistato come bancario, che cessò due anni dopo. Dal 1890 al 1893 proseguì la sua formazione all'Accademia d'arte di Düsseldorf, dove conobbe, tra gli altri, Fritz Overbeck, Otto Modersohn e Heinrich Vogeler. Da allora si recò spesso presso la colonia di artisti di Worpswede. Nel 1893 studiò anche a Monaco (nello studio privato di Paul Nauen) e nel 1895 all'Académie Julian di Parigi con William Adolphe Bouguereau.
Vari viaggi di studio lo portarono nei Paesi Bassi e in Italia, a Roma, Firenze e Capri. Nel 1900 fece ritorno a Osnabrück. Dal 1902 al 1912 visse a Gut Sandfort; nel 1912 si trasferì nella sua villa di Schölerberg.
Molte delle sue opere erano dedicate a motivi paesaggistici e a personaggi del Bersenbrück e si ispiravano all'Impressionismo. Complessivamente, Franz Hecker realizzò più di mille opere in varie tecniche. Nel 1913 dipinse anche i murales delle sale riunioni del municipio di Bersenbrück. Alcune delle prime opere di Hecker furono considerate "degenerate" dai nazisti. Nel 1937 cinque suoi lavori furono confiscati dalla Galleria d'Arte Comunale di Mannheim e dalla Pinacoteca Comunale di Worms per essere distrutti nell'ambito della campagna nazista chiamata Arte Degenerata.
Hecker era un musicista dilettante che formò un quartetto d'archi con alcuni amici. Il Quartetto Hecker comprendeva Bernard Wieman, Rudolf Gosling e il futuro consigliere privato Schneider. Hecker fece parte del consiglio di amministrazione del neonato Conservatorio di Osnabrück.
Il 9 gennaio 1944, Hecker ricevette la Medaglia Justus Möser della città di Osnabrück.
Franz Hecker morì durante la Seconda Guerra Mondiale, nel corso di un bombardamento su Osnabrück, allorché una bomba entrò nell'ingresso del bunker della sua casa, non lontano dallo zoo, ed esplose. Una targa commemorativa sul luogo dell'incidente ricorda questo evento. Il 13 dicembre 1944, lo scrittore Ludwig Bäte tenne un discorso funebre durante la commemorazione pubblica nella casa di Agnes Schoeller. La sua tomba si trova nel cimitero Johannisfriedhof, nel quartiere Neustadt di Osnabrück.
La scuola elementare Nahner (poi diventata Scuola Franz Hecker), fondata nel 1909, e la Heckerstraße di Osnabrück sono state intitolate in suo onore. Dal 2004, la Kreissparkasse Bersenbrück assegna ogni due anni una borsa di studio "Franz Hecker" per sostenere i giovani artisti.
Dal 2013, la Villa Hecker è sede della Fondazione Bohnenkamp, che promuove la memoria dell'artista. Dal 2016, la Fondazione Egerland sostiene il progetto Heimat und Fremde - auf den Spuren von Franz Hecker (In patria e all'estero: sulle tracce di Franz Hecker), rivolto in particolare ai giovani partecipanti con un passato di migrazioni.

## Opere confiscate e distrutte come "degenerate" nel 1937
- Frauenkopf (Testa di donna)
- Männlicher Kopf (Testa maschile)
- Drei Pferde (Tre cavalli, acquerello)
- Frauenkopf (Testa di donna, acquerello)
- Stranddünen (Dune della spiaggia, acquerello)

## Mostre
- 1903 (17 maggio-15 giugno): Artländer Bauernbilder e pastelli, mostra del Dürerbund al Museo di Osnabrück;
- 1909 (15.11.-1.11.): Acqueforti, mostra del Dürerbund a Osnabrück;
- 1909: Landesmuseum di Münster;
- 1909: Monaco di Baviera - Partecipazione alla mostra annuale nel Glaspalast con un'acquaforte (“Quartett”);
- 1911: Monaco di Baviera - Partecipazione alla mostra annuale al Glaspalast con due incisioni (“Feierabend” e “Spaziergang”);
- 1914: Monaco - Partecipazione alla mostra annuale al Glaspalast con l'acquaforte “Spaziergang” (Passeggiata);
- 1916: Pala d'altare, mostra del Dürerbund a Osnabrück;
- 1927: Nordhorn (dipinti e incisioni);
- 1933: Mostra giubilare del Dürerbund per il 30º anniversario a Osnabrück;
- 1933: Bielefeld;
- 1940: Castello di Osnabrück - Mostra per il suo 70° compleanno;
- 1940: Museo di Bielefeld - Mostra in occasione del suo 70° compleanno;
- 1959: Hecker e i suoi contemporanei, Museo Civico di Osnabrück;
- 1971: Schizzi a olio , Museo di Storia Culturale di Osnabrück;
- 1982: Grafica, dipinti, schizzi - Bohmte, Bad Iburg, Bad Laer, Quakenbrück, Fürstenau, Bersenbrück;
- 1995: (incisioni e schizzi a olio) nel Museo Villa Stahmer, Georgsmarienhütte;
- 2003 (11.2. - 4.5.): Franz Hecker - le opere grafiche, Museo del Tessuto Bramsche;
- 2003: Bersenbrück - dipinti e disegni a carboncino;
- 2003/2004: Bremen-Vegesack, Fondazione Fritz e Hermine Overbeck;
- 2006/2007: Capolavori della collezione Rehme, Museo del distretto di Bersenbrück;
- 2013/2014: “Addio paradiso. Franz Hecker - Natura e sogno”, Osnabrück;
- 2018: “hecker nonstop”, Museo del monastero di Bersenbrück;
- 2020: “Quadri di Franz Hecker”, Museumsquartier Osnabrück;
- 2020: Franz Hecker per il suo 150° compleanno - i luoghi della sua opera, Museo nel monastero di Bersenbrück.